# Dogna
Dogna ist eine Gemeinde in der italienischen Region Friaul-Julisch Venetien mit 150 Einwohnern (Stand 31. Dezember 2023).
Hier verlief bis 1918 Grenze von Österreich, Tal der Fella heißt oberhalb Kanaltal (Val Canale), ab dann Eisental (Canal del Ferro).

## Nachbargemeinden
| Moggio Udinese | Pontebba                                    |                       |
| Chiusaforte    | Kompassrose, die auf Nachbargemeinden zeigt | Malborghetto Valbruna |
|                | Resia                                       |                       |